# Турський заказник
Турський — гідрологічний заказник місцевого значення. Об'єкт розташований на території Камінь-Каширського району Волинської області, між с. Личини та с. Черче.
Площа — 3 940 га, статус отриманий у 1992 році.
Охороняється заплава р. Турія із заболоченими масивами. Рослинність заказника представлена такими видами: верба біла (Salix alba), верба козяча (Salix caprea), осока (Carex), бекманія звичайна (Beckmannia eruciformis), тонконіг болотний (Poa palustris), лепеха звичайна (Acorus calamus) тощо.
У долині Турії зупиняються під час міграційних перельотів багатьох видів водоплавних і навколоводних птахів (із них близько 60 видів гніздяться). Трапляються рідкісні види тварин, занесені в Червону книгу України, Європейський червоний список, Червоний список Міжнародного союзу охорони природи, додатки Боннської, Бернської конвенцій: махаон (Papilio machaon), гоголь (Bucephala clangula), лелека чорний (Ciconia nigra), лунь польовий (Circus cyaneus), орел-могильник (Aquila heliaca), підорлик малий (Aquila pomarina), журавель сірий (Grus grus), сорокопуд сірий (Lanius excubitor), очеретянка прудка (Acrocephalus paludicola), видра річкова (Lutra lutra).

## Галерея

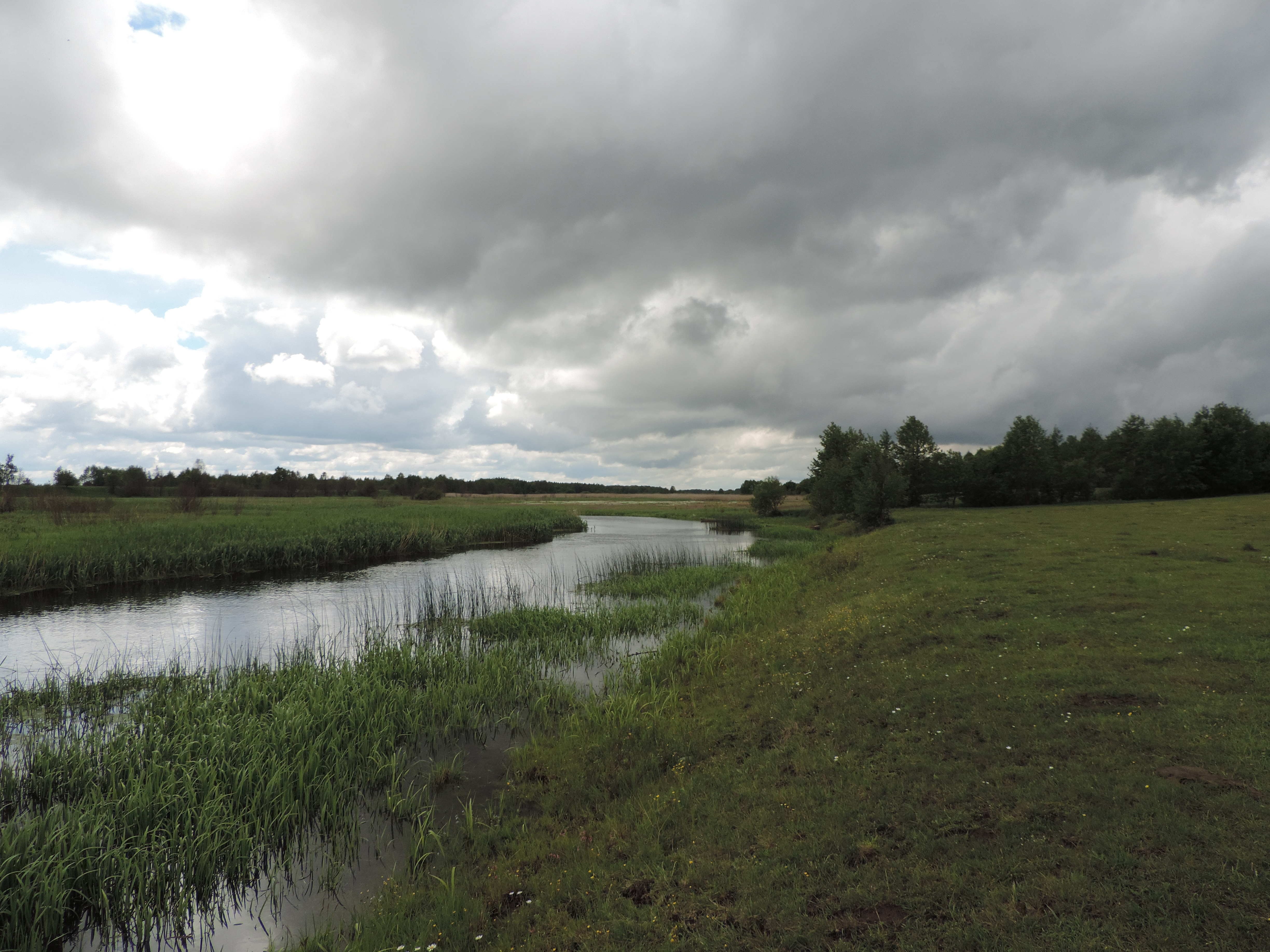
р. Турія
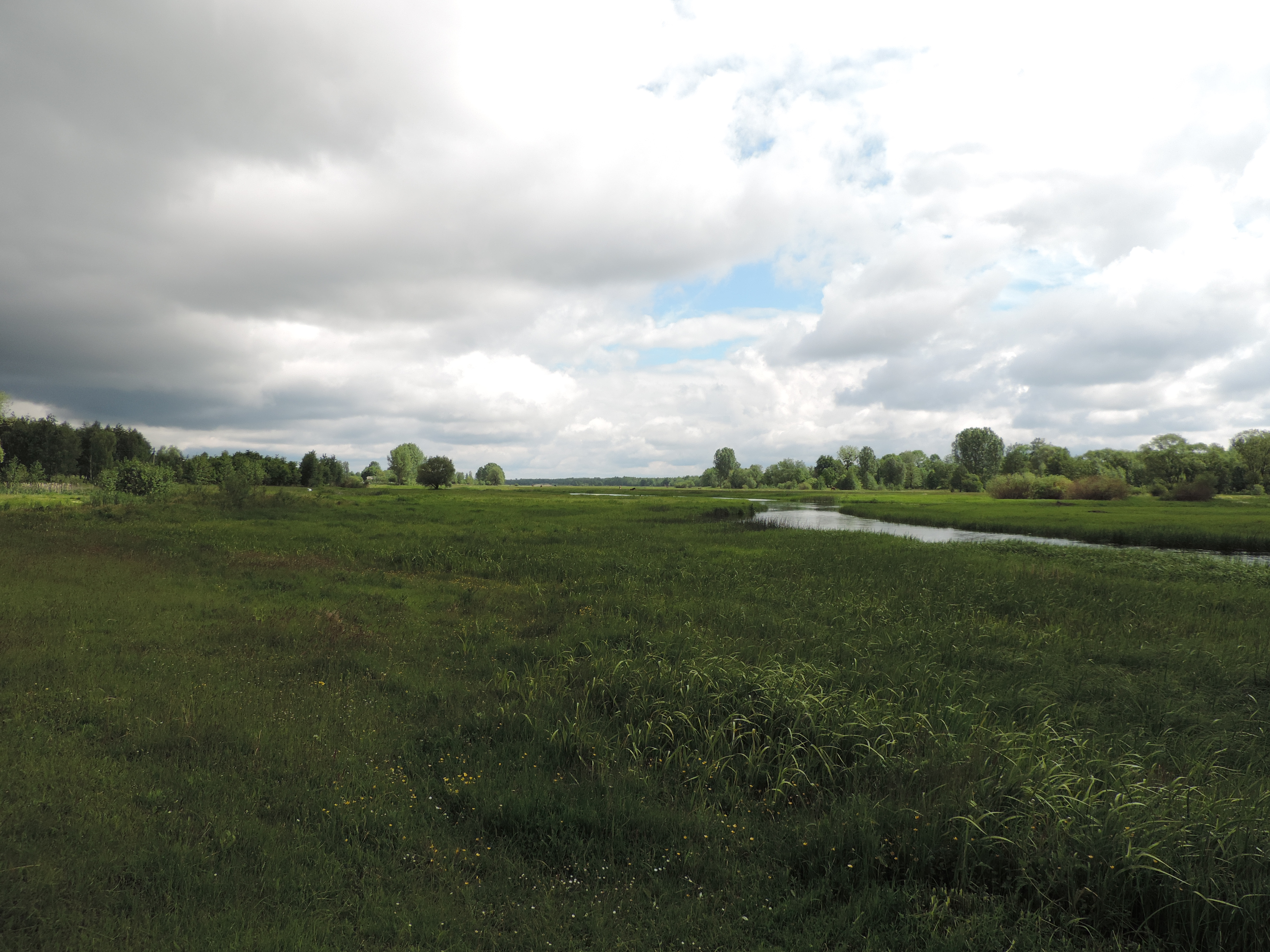
Заплава р. Турія
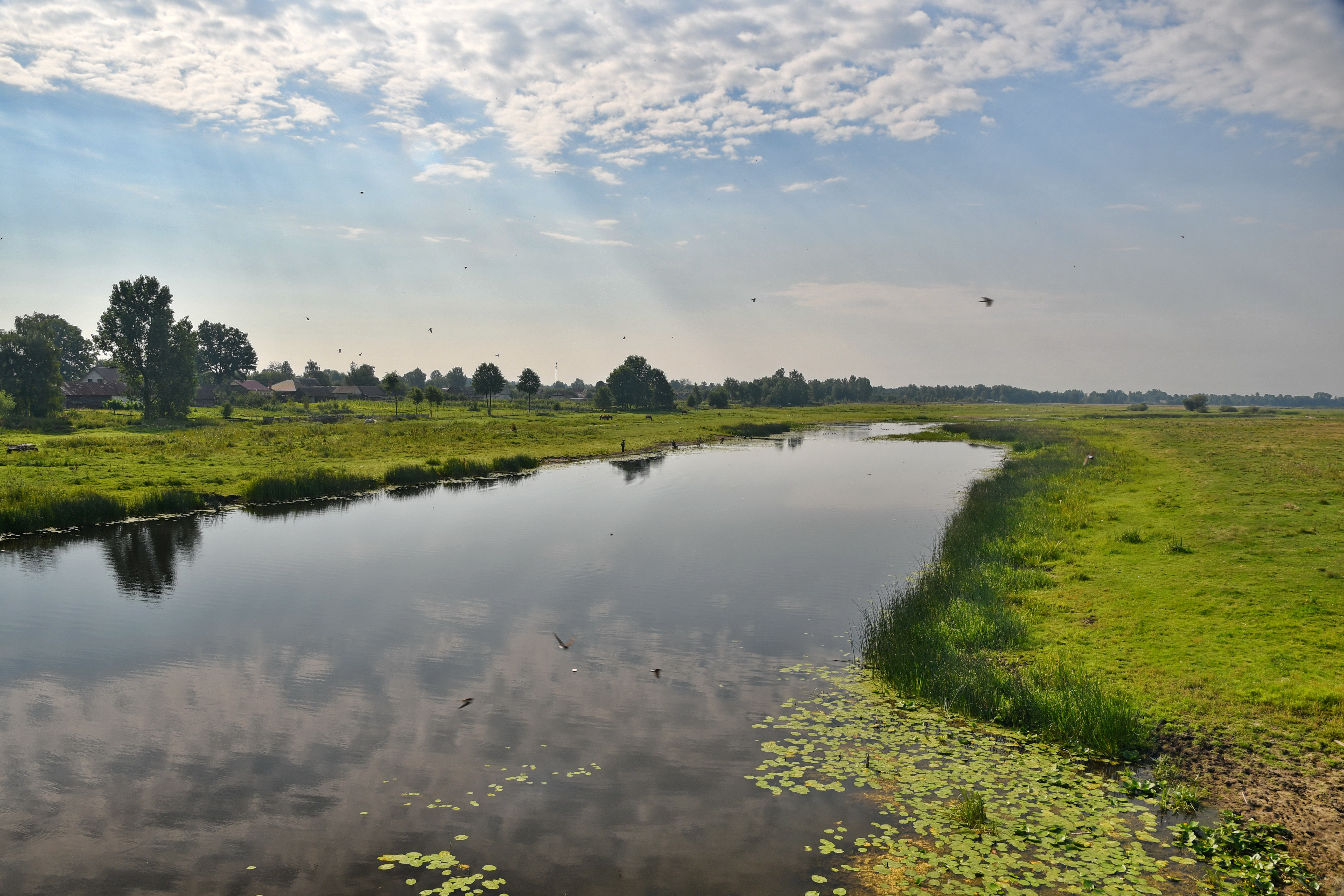
Поблизу с. Бузаки
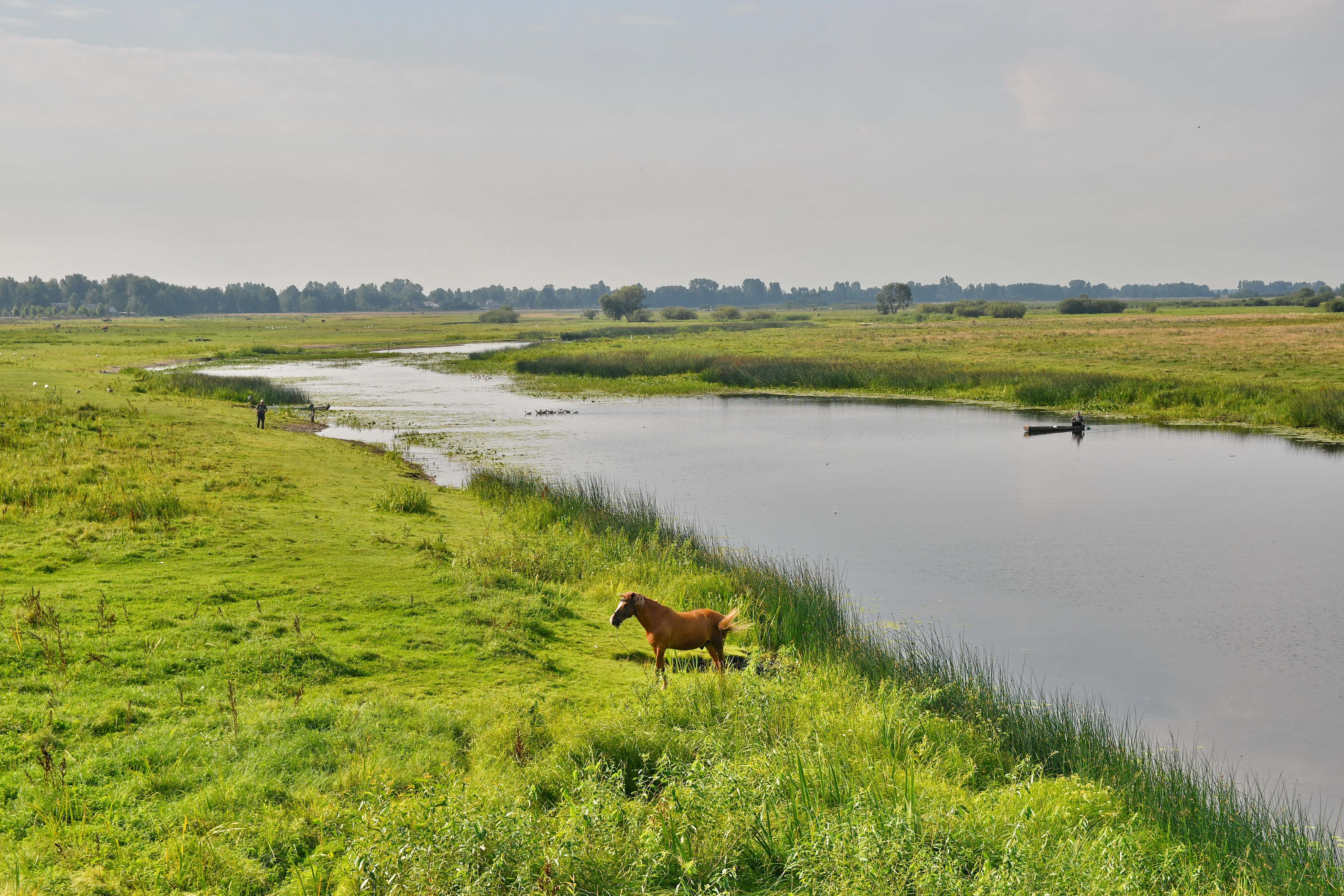
Поблизу с. Бузаки